# Chi Sao
Chi Sao (danh pháp khoa học: Hopea) là một chi thực vật thân gỗ lớn của họ Dầu (Dipterocarpaceae). Chi này được đặt theo tên của John Hope (1725-1786) nhà thực vật học kiêm người quản lý Hoàng gia của Vườn thực vật Hoàng gia Anh tại Edinburgh từ năm 1761 tới năm 1786.:948 Chi này được William Roxburgh mô tả khoa học lần đầu tiên năm 1811 với loài Hopea odorata.

## Phân bố
Các loài thuộc chi này là bản địa khu vực từ Ấn Độ và Sri Lanka ở phía tây, miền nam Trung Quốc ở phía bắc , qua Đông Nam Á tới New Guinea.

## Các loài
Chi thực vật này gồm khoảng 114 loài, phân bố tự nhiên từ Sri Lanka và miền nam Ấn Độ tới Nam Trung Hoa, kéo xuống tới New Guinea. Chủ yếu là các loài thuộc tầng cây ưu thế sinh thái rừng nhiệt đới đất thấp, tuy nhiên cũng có những loài vươn cao hơn (chẳng hạn như loài Hopea nutans). Dưới đây là danh sách các loài:
- Hopea acuminata, Merr.
- Hopea aequalis, Ashton
- Hopea altocollina, Ashton
- Hopea apiculata, Sym.
- Hopea aptera, Ashton
- Hopea auriculata, Foxw.
- Hopea bancana, (Boerl.) Sloot.
- Hopea basilanica, Foxw.
- Hopea beccariana, Burck
- Hopea bilitonensis, Ashton
- Hopea brachyptera, (Foxw.) Sloot.
- Hopea brevipetiolaris, (Thwaites) Ashton
- Hopea cagayanensis, (Foxw.) Sloot.
- Hopea canarensis, Hole
- Hopea celebica, Burck
- Hopea centipeda, Ashton
- Hopea chinensis, Hand.-Mazz.
- Hopea cordata, Vidal - Sao lá hình tim
- Hopea cordifolia, (Thwaites) Trimen
- Hopea coriacea, Burck
- Hopea dasyrrhachia, V. Sl.
- Hopea depressinerva, P. Ashton
- Hopea discolor, Thwaites
- Hopea enicosanthoides, Ashton
- Hopea erosa, (Beddome) van Slooten
- Hopea exalata, Lin, Yang & Hsue
- Hopea ferrea, Laness.
- Hopea ferruginea, Parijs.
- Hopea fluvialis, Ashton
- Hopea foxworthyi, Elm.
- Hopea glabra, W. & A.
- Hopea glabrifolia, C.T. White
- Hopea glaucescens, Sym.
- Hopea gregaria, van Slooten
- Hopea griffithii, Kurz
- Hopea hainanensis, Merr. & Chun
- Hopea helferi, (Dyer) Brandis
- Hopea hongayensis, Tardieu -Sao Hòn gai
- Hopea inexpectata, Ashton
- Hopea jacobi, C. Fischer
- Hopea johorensis, Sym.
- Hopea kerangasensis, Ashton
- Hopea latifolia, Sym.
- Hopea longirostrata, Ashton
- Hopea malibato, Foxw.
- Hopea megacarpa, Ashton
- Hopea mengerawan, Miq.
- Hopea mesuoides, Ashton
- Hopea micrantha, Hook.f.
- Hopea mindanensis, Foxw.
- Hopea mollissima, C.Y. Wu-Sao mặt quỷ
- Hopea montana, Sym.
- Hopea nervosa, King
- Hopea nigra, Burck
- Hopea nutans, Ridley
- Hopea oblongifolia, Dyer
- Hopea odorata, Roxb. - sao đen
- Hopea ovoidea, Ashton
- Hopea pachycarpa, (Heim) Sym.
- Hopea parviflora, Bedd.
- Hopea paucinervis, Parijs
- Hopea pedicellata, (Brandis) Sym.
- Hopea pentanervia, Sym. ex G. Wood
- Hopea philippinensis, Dyer
- Hopea pierrei, Hance - kiền kiền
- Hopea plagata, (Blanco) Vidal
- Hopea polyalthioides, Sym.
- Hopea ponga, (Dennst.) Mabberley
- Hopea pterygota, Ashton
- Hopea pubescens, Ridley
- Hopea quisumbingiana, Gutierrez
- Hopea racophloea, Dyer
- Hopea recopei, Pierre ex Laness.
- Hopea reticulata, Tardieu
- Hopea samarensis, Gutierrez
- Hopea sangal, Korth.
- Hopea scabra, Ashton
- Hopea semicuneata, Sym.
- Hopea shingkeng, (Dunn) Borr
- Hopea siamensis, Heim
- Hopea sphaerocarpa, (Heim) Ashton
- Hopea subalata, Sym.
- Hopea sublanceolata, Sym.
- Hopea sulcata, Sym.
- Hopea tenuivervula, Ashton
- Hopea thorelii, Pierre
- Hopea ultima, Ashton
- Hopea utilis, Bedd. Bole
- Hopea vaccinifolia, Ridl. ex Ashton
- Hopea wightiana, Wall.
- Hopea wyatt-smithii, Wood ex Ashton

## Hình ảnh

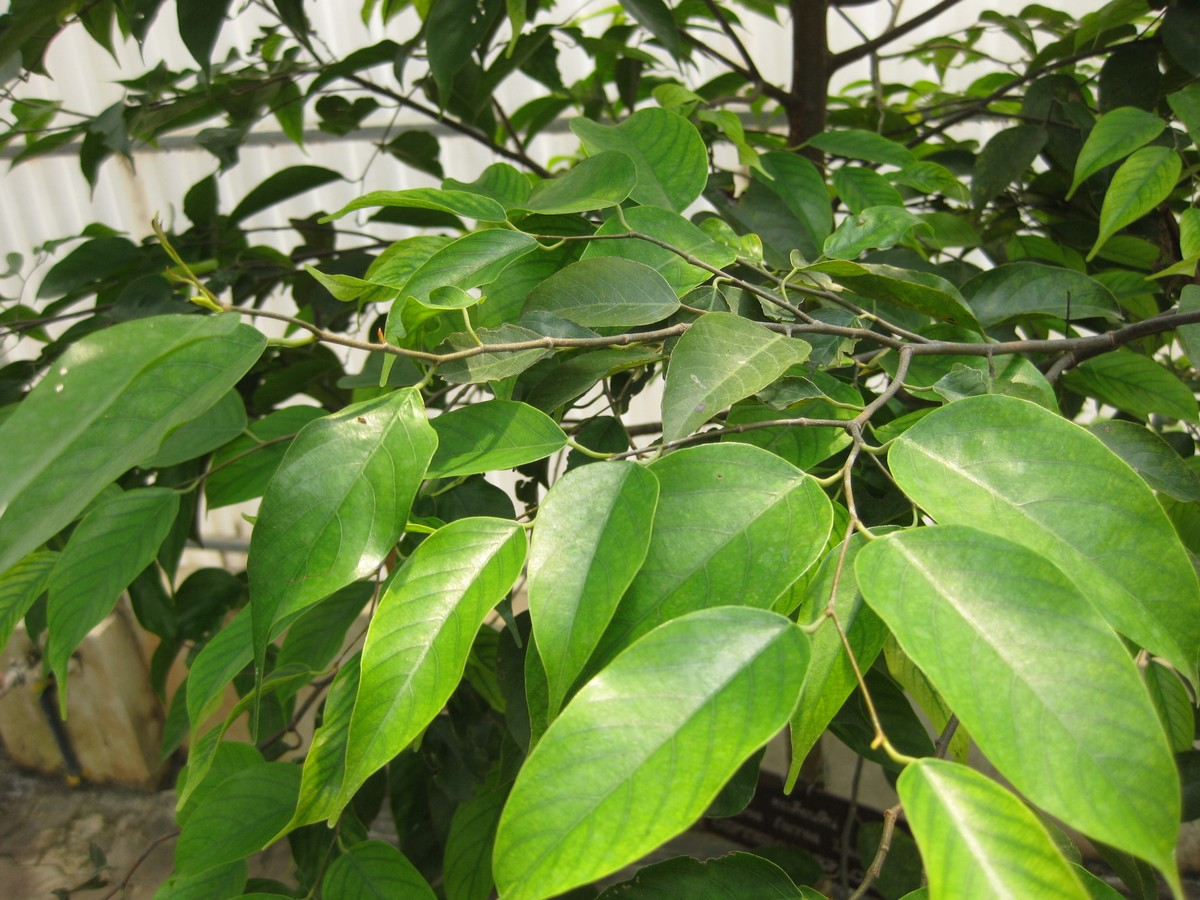
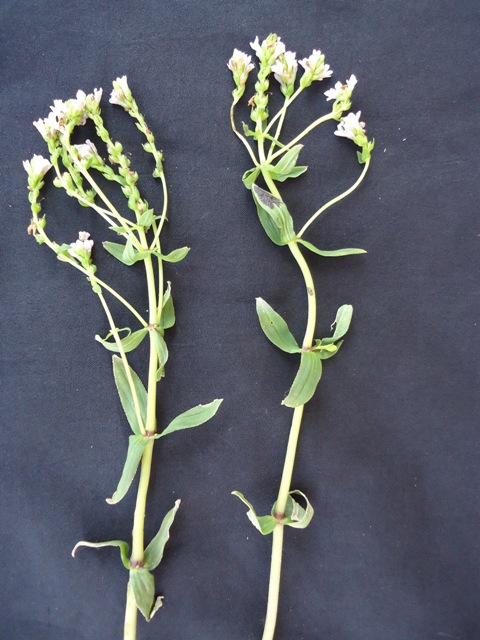
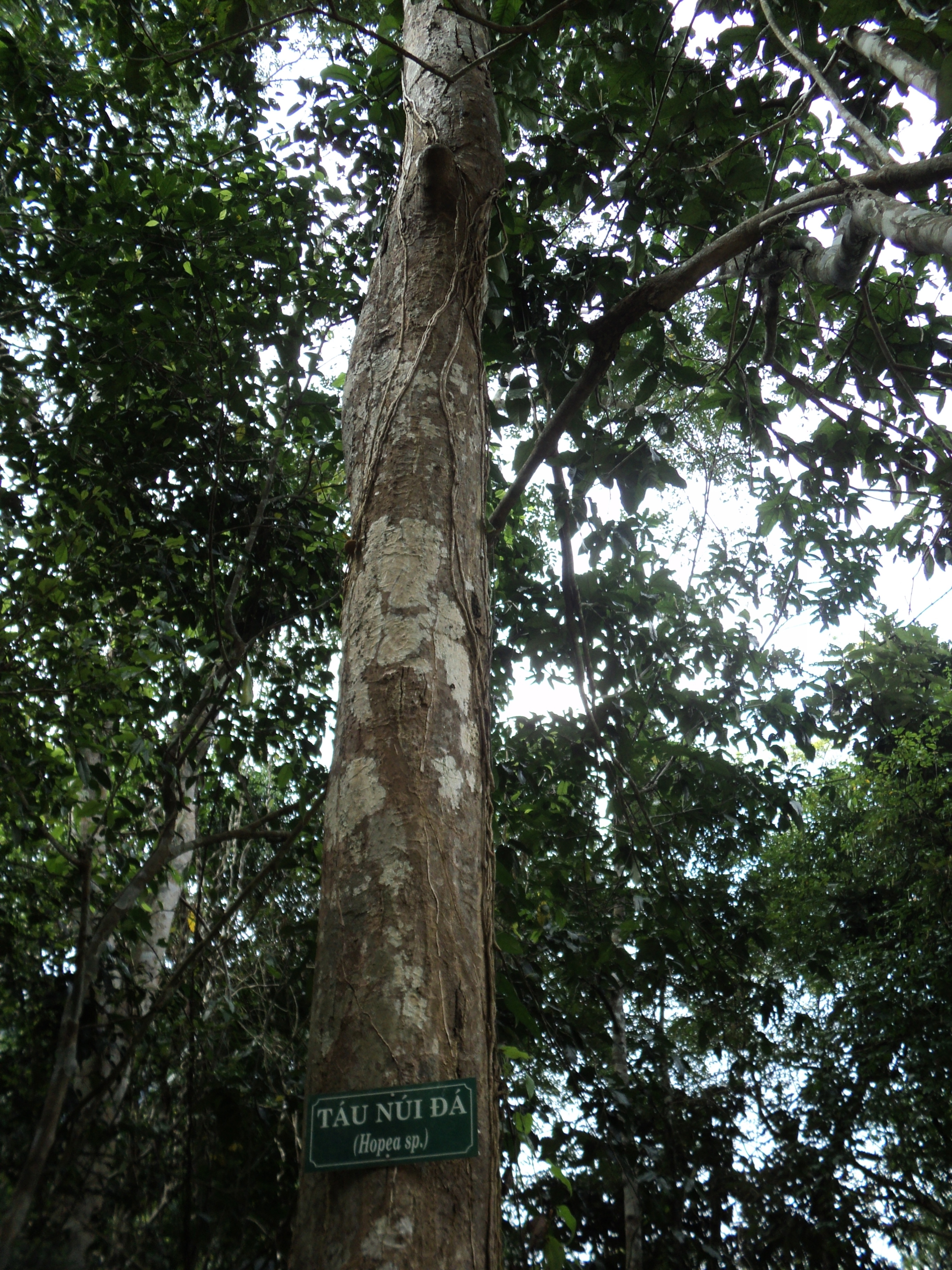
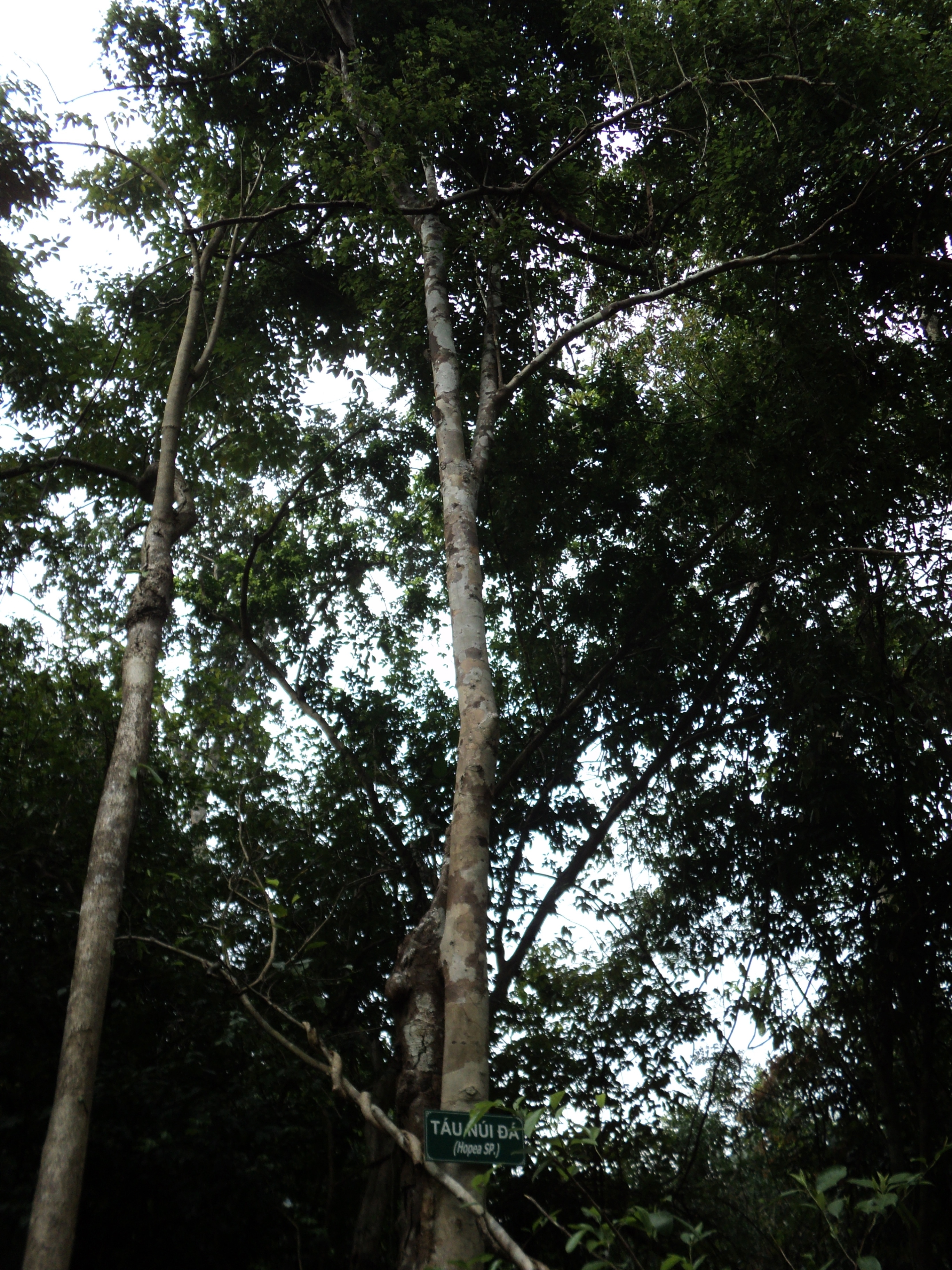